# Glen of Imaal Terrier
El Glen of Imaal Terrier —también conocido como Irish Glen of Imaal Terrier y Wicklow Terrier— a menudo llamado sencillamente Glen, es una raza de perro de las cuatro variedades irlandesas de terriers. Originario de Glen of Imaal en el condado de Wicklow, Irlanda, la raza fue reconocida en 1934 por el Irish Kennel Club y en 2004 por el American Kennel Club.

## Historia
Según informes la raza comenzó su existencia durante el reinado de Isabel I, que contrató a mercenarios franceses y de Hesse para sofocar los disturbios civiles en Irlanda. Después del conflicto, muchos de estos soldados se establecieron en la zona de Wicklow, trayendo consigo a sus perros de baja altura, que posteriormente se cruzaron con los terrier locales y, finalmente, dieron origen a una raza distintiva que sólo se encontraba en Glen of Imaal. Algunos dicen que la raza está relacionada con el Irish soft coated wheaten terrier, otro perro terrier irlandés.
El Glen of Imaal Terrier fue desarrollado como un perro de trabajo general para el pastoreo y para la erradicación de plagas como el zorro, el tejones y la nutria. Cuando cazan, los Glens se mantienen callados, mientras excavan sileciosamente para llegar a la presa, ya que es un perro fuerte y no un terrier ruidoso.
Según la tradición irlandesa, que se repite en muchas descripciones de la raza como la del AKC, los Glen of Imaal Terrier también se utilizaron como turnspit dog, que consistía en tener a un perro dentro de una rueda que ayudaba a mantener la carne sobre el fuego para que se cocinara. Las evidencias reales acerca de esto son escasas, y los grabados de turnspit dog del siglo XIX no muestran mucha semejanza con el Glen moderno.
La raza casi se extinguió antes de volver a ser revivida en el siglo XX. Hoy en día, el Glen of Imaal Terrier es una de las razas más raras de perros. Y debido a que gran parte de Glen of Imaal en Irlanda ahora se utiliza como campo de tiro por el ejército irlandés, no hay Glen Terriers en Glen of Imaal.

### Raza poco común
En 2006, el Kennel Club reconoció al Glen of Imaal Terrier como una de las razas más raras de perro autóctonas de las islas británicas, poniéndolo en una lista denominada Razas nativas vulnerables. Las razas suscritas a esta lista son las que se originaron en el Reino Unido e Irlanda, pero tienen menos de 300 registros de cachorros por año. El período particularmente más bajo para esta raza fue en 2003, cuando sólo 26 cachorros fueron registrados.

## Apariencia
El Glen Terrier es considerado una raza enana. Su cuerpo es más sustancial y musculoso de lo que cabría esperar por su altura, sobre todo en comparación con otros terriers pequeños, un típico adulto pesa cerca de 16 kilos y mide 35 cm de altura a la cruz. El estándar de la raza, de acuerdo al AKC, especifica una altura de 12" a 14" (aprox. 30 a 35 cm de altura a la cruz) y un peso de 35 libras (aprox. 16 kilos) para los machos y «algo menos» para las hembras. Varios campeones Glens son, sin embargo, más grandes que el estándar de la raza, con algunos ejemplares excediendo las 40 o incluso 45 libras (aprox. de 18 a 20 kg.)
La raza tiene un manto doble de longitud media que es duro en la superficie y suave en la parte interior. El manto puede ser atigrado (brindle), azul, o trigo. Al igual que otros terriers, el Imaal Terrier no muda pelo, pero necesita ser arreglado de manera regular para conservar el pelaje en buen estado y libre de nudos. El aseo y mantenimiento del manto incluye periódicamente el uso de la técnica de stripping, para quitar el exceso de pelo «muerto», en donde el pelaje se saca fácilmente y sin esfuerzo con las herramientas adecuadas.
Tienen una cabeza grande, con orejas semi-erectas, patas cortas y arqueadas, y una línea superior que se eleva desde el hombro hasta la cola. Los hombros, el pecho y las caderas son robustos y musculosos con las patas vueltas hacia fuera. Tienen tres etapas de crecimiento, ya que el Glen puede tardar hasta cuatro años para alcanzar su plena madurez.
Los cachorros de color trigo suelen tener reflejos negros en su pelaje. Generalmente, pero no siempre, el negro se desvanece conforme van creciendo.
Históricamente, la cola de la raza es típicamente cortada, dejando tiempo suficiente para proporcionar un buen crecimiento que permita tirar al perro fuera de un agujero. El cortado de la cola es todavía estándar en los Estados Unidos. En el Reino Unido, los terriers de trabajo todavía pueden mostrarse con colas cortadas, pero en muchos países se ha prohibido el corte de cola completamente. En Irlanda, los perros aún pueden presentar la cola cortada sin restricción.

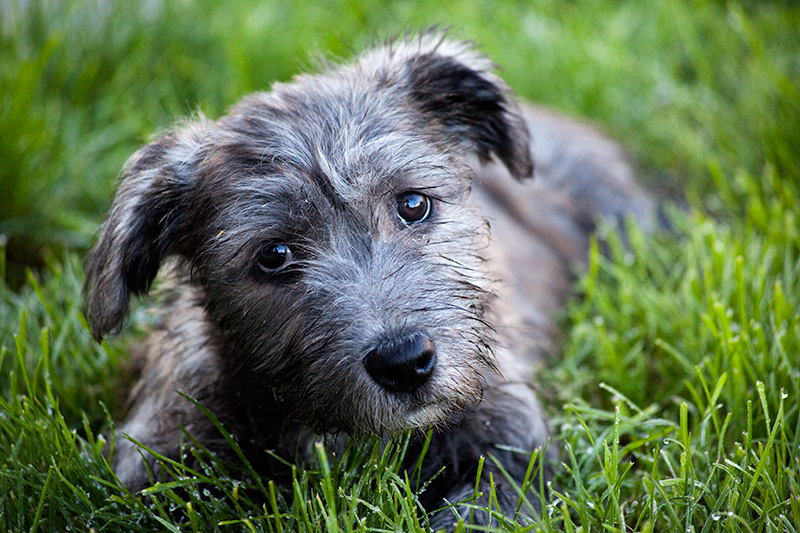
Cachorro azul atigrado de Glen of Imaal Terrier

### Temperamento
Los Glen son energéticos y tenaces, aunque tenderán a ser dóciles cuando no están cazando. Criados para permanecer en silencio durante su trabajo, se les descalifica de las competiciones si hacen ruido, por lo que no son tan vocales como otros terriers. Su ladrido es profundo, similar al de un perro más grande.
Sin embargo, al igual que otras razas de terrier, estos perros pueden ser obstinados, debido a que son muy inteligentes requerirán de un dueño que les proporcione entrenamiento y socialización desde temprana edad. Suelen ser valiente y leales, y son excelentes con la gente, pero pueden ser agresivon si no están adecuadamente entrenados, especialmente si son provocados por otros perros —no existe ningún registro de daños producidos por esta raza. Tienen un alto instinto de presa y deben ser debidamente socializados con otros animales domésticos, en particular aquellos a los que pueda confundir como su presa, tales como gatos y conejos.
Como terrier de trabajo, su función principal es acercarse silenciosamente al tejón o el zorro dentro de su madriguera. Algunos tienen una excelente olfato y una gran intuición de presa, por lo que pueden ser utilizados para cazar animales dañinos, tales como nutrias y ratas. Aunque no suelen ser nadadores por excelencia, algunos Glens pueden trabajar bien en el agua. Otros han sido entrenados para pastorear ovejas y ayudar a agrupar el ganado.

## Salud
Los Glens son generalmente fuertes y saludables. Hay pruebas genéticas disponibles para detectar la atrofia progresiva de retina, un trastorno congénito que provoca ceguera gradual a lo largo de la vida, y los criadores están utilizando esta prueba para evaluar —y evitar potenciales cruzas. El número de ejemplares afectados es muy bajo y dentro de las próximas generaciones, el rasgo debería ser eliminado por completo. Alergias en la piel se ven ocasionalmente y puede ser causadas por la dieta —existen alimentos caninos comerciales altos en contenido de cereales, como son la soya y el maíz— o por alergias a las picaduras de pulgas o ácaros. La displasia de cadera, aunque de vez en cuando presente, suele ser leve y no suele causar cojera debido al trasero típicamente muscular de la raza.
El Kennel Club de Reino Unido llevó a cabo una encuesta de salud en 2006, acerca de los problemas de salud que podrían afectar a la raza. El promedio de vida del Glen of Imaal Terrier en Reino Unido fue de alrededor de 11.3 años. Las principales causas de muerte de la raza fueron: cáncer (33.3%), fallo de órganos internos (33.3%), ataque al corazón (16.7%) y vejez (16.7%).